# Ein Pferd für Danny
Ein Pferd für Danny (Alternativtitel: Tom Thumb – Mit dem Willen zum Sieg; Originaltitel: A Horse for Danny) ist ein US-amerikanischer Abenteuerfilm aus dem Jahr 1995. Regie führte Dick Lowry, in den Hauptrollen agieren Robert Urich und Leelee Sobieski. Danny lebt nahe der Rennstrecke, die von ihrem Onkel Eddie, einem Pferdetrainer- und Züchter betreut wird. Eddie ist auf der Suche nach dem richtigen Pferd.

## Handlung
Die elfjährige Danielle Fortuna, gerufen Danny, lebt bei ihrem Onkel Eddie Fortuna, einem Pferdetrainer, in einem Wohnwagen auf dem Rennbahngelände. Danny zeigt wenig Interesse an Gleichaltrigen, unterhält sich stattdessen lieber mit dem Stallmeister oder dem Buchmacher und ist sowieso meistens an der Rennstrecke anzutreffen, wo sie die Pferde beim Training beobachtet und die Laufzeiten der Tiere stoppt. Danny hat ein besonderes Gespür für Pferde, denen sie mit Hingabe ihre Zeit widmet. Vor jedem Rennen gibt sie um des Spaßes willen einen Tipp beim Buchmacher ab. Und sie liegt sehr oft richtig.
Obwohl Danny ihr Leben liebt, so wie es ist, träumt sie davon, in einem richtigen Haus zu leben und eine Zukunft ohne Sorgen zu haben. Davon erzählt sie aber nur dem Stallburschen Gerald, der so etwas wie ein Freund für sie geworden ist.
Eddie hat den Traum ein Pferd zu finden, das das Zeug dazu hat unter seinen Händen ein Champion zu werden. Danny erzählt ihm von „Tom Thumb“, einem Pferd, das sie bei der reichen Züchterin Mrs. Slauson entdeckt hat und von dem sie glaubt, dass es das Pferd sei, nach dem ihr Onkel schon so lange auf der Suche ist. Die Züchterin hat den Hengst erst neu erworben und hat wenig Freude an ihm, da er ihrer Meinung nach bockig ist und jedes Rennen verliert. Als das Pferd dann tatsächlich zum Verkauf steht, hat Danny große Mühe, ihren Onkel zu überreden, Tom Thumb zu erwerben. Eddie ist sowieso ständig in Geldnot und tut Dannys Begeisterung für den Hengst als Spinnerei ab, zudem fehle ihm das Geld. Danny setzt daraufhin alles auf eine Karte und wettet, diesmal allerdings mit richtigem Einsatz. Sie gewinnt 4.000 US-Dollar. Zusammen mit Gerald erwirbt Eddie das Pferd von Mrs. Slauson und setzt sich dabei sogar gegen den Mitbewerber Sully durch.
Noel Ferguson, ein Trainer, sieht jedoch in Tom Thumb nicht das, was Danny in dem Tier zu sehen glaubt und meint, das Pferd habe nicht die Fähigkeiten, um einmal groß herauszukommen. Danny jedoch ist sich sicher, am Ende Recht zu behalten. Liebevoll kümmert sie sich um das vernachlässigte Tier und gewinnt dessen Vertrauen.
Zusammen mit Gerald trainiert sie Tom Thumb und schenkt ihm die Zuwendung, die ihm bisher gefehlt hat. Und dann ist es so weit, Tom Thumb bestreitet sein erstes Rennen und gewinnt. Mrs. Slauson will das Pferd daraufhin unbedingt zurückhaben. Eddie lehnt ihr Angebot jedoch ab. Er glaubt nun auch daran, dass Tom Thumb eine große Zukunft bevorsteht. Die Sache ist jedoch noch nicht ausgestanden, denn Gerald erwischt im Stall einen Unbekannten, der Tom Thumb gerade eine Spritze verpassen will, was er jedoch verhindern kann. Als das Tucker-Gates-Rennen ansteht, ein sehr prestigeträchtiges Pferderennen nur für die besten Pferde, entschließen sich Eddie, Gerald und Danny ihr Pferd dort anzumelden. Bevor das Rennen noch gestartet ist, macht Mrs. Slauson ihnen ein verlockendes Angebot. Sie bietet 50.000 Dollar für Tom Thumb und Eddie eine feste Anstellung als Stallmanager auf ihrem Gestüt. Das könnte auch Danny dem Traum vom sicheren Leben ein Stück näher bringen. Doch schnell ist man sich einig, das Angebot auszuschlagen und Tom Thumb ins Rennen zu schicken. Beim Start wird das Tier sabotiert, kann das Rennen aber, obwohl es nicht unerheblich verletzt ist, trotzdem gewinnen. Als der Tierarzt vorschlägt, Tom Thumb zu erschießen, ist Danny entsetzt und geht ihren eigenen Weg. Sie schafft es, Tom Thumb zu retten und deckt zudem noch auf, wer hinter den Anschlägen auf das Tier steckt. Die Täter werden verhaftet.

## Produktion

### Drehorte
Der für Hallmark Channel entstandene Film wurde in Henderson (Kentucky) und in Lexington (Kentucky) gedreht.

### Veröffentlichung
Der Film hat in den Vereinigten Staaten am 8. April 1995 Premiere. In Schweden wurde er unter dem Titel Dannys häst am 6. Januar 1998 erstmals veröffentlicht. In Spanien erschien er unter dem Titel Un caballo para Danny. In Deutschland wurde er am 18. Februar 1996 unter dem Titel Ein Pferd für Danny, alternativ auch unter dem Videotitel Tom Thumb – Mit dem Willen zum Sieg veröffentlicht. Studio Hamburg Enterprises (MIG Film) gab den Film am 15. Mai 2014 mit einer deutschen Tonspur auf DVD heraus.

## Kritik
Rotten Tomatoes schrieb, der Film sei ein „inspirierendes Familiendrama“.
Der Kritiker der Zeitschrift TV Spielfilm gab für Humor, Anspruch und Spannung je einen von drei möglichen Punkten, zeigte mit dem Daumen zur Seite und war der Ansicht, der Film werde wohl „nur die jungen Reiterhof-Fans verzücken“. Fazit: „Brrr! Kommt nicht so richtig auf Trab.“